# Comuna Filativka, Krasnoperekopsk
Filativka (în ucraineană Філатівка) este o comună în raionul Krasnoperekopsk, Republica Autonomă Crimeea, Ucraina, formată din satele Filativka (reședința) și Karpova Balka.

## Demografie
Componența lingvistică a comunei Filativka
     Rusă (48,95%)
     Ucraineană (26,57%)
     Tătară crimeeană (16,65%)
     Română (5,5%)
     Alte limbi (0,85%)
Conform recensământului din 2001, nu exista o limbă vorbită de majoritatea populației, aceasta fiind compusă din vorbitori de rusă (48,95%), ucraineană (26,57%), tătară crimeeană (16,65%) și română (5,5%).